# 정예청
정예청(Zheng Yecheng, 1993년 8월 26일 ~ )은 중화인민공화국의 배우이다.

## 출연작

### 드라마
- 2014년 후난위성텔레비전 찬석독파극장 《신조협려》 - 소왕장군 역
- 2014년 후난위성텔레비전 찬석독파극장 《고검기담》 - 왕재 역
- 2014년 장쑤 위성 텔레비전 행복극장 《검협》 - 남채화 역
- 2015년 동방 위성 텔레비전 동방극장 《미월전》 - 송옥 역
- 2015년 후난위성텔레비전 찬석독파극장 《화천골》 - 남현월 역
- 2016년 텐센트 웹드라마 《스타의 기억 - 중생지명류거성》 - 려소 역
- 2016년 장쑤 위성 텔레비전 행복극장 《수려강산지장가행》 - 등우 역
- 2016년 장쑤 위성 텔레비전 행복극장 《미미일소흔경성》 - 하오메이 역
- 2017년 유쿠 웹드라마 《전두파아부》 - 당청풍 역
- 2017년 동방 위성 텔레비전 동방극장 《취영롱》 - 영롱사 역
- 2018년 텐센트 웹드라마 《성당환야: 천주의 전설》 - 목락 역
- 2018년 망고 TV 웹드라마 《전두파아부지타성풍운》 - 당청풍 역
- 2019년 유쿠 웹드라마 《학려화정》 - 고봉은 역
- 2020년 유쿠 웹드라마 《삼천아살 : 천년의 그리움》 - 부구운 역
- 2020년 망고 TV 웹드라마 《리인심상》 - 설요 역
- 2021년 아이치이 웹드라마 《북철남원》 - 자오허난 역
- 2021년 아이치이 웹드라마 《만월지하청상애 : 보름달 아래에서 서로 사랑하기를》 - 허효동 역
- 2021년 유쿠 웹드라마 《매괴행자 : 마약과의 전쟁 》 - 장승혁 역
- 2021년 베이징 텔레비전 품질극장 《공훈》 - 핑커산 역
- 2022년 텐센트 웹드라마 《경쌍성》 - 진람 역
- 2022년 아이치이 웹드라마 《축경호》 - 심연 역
- 2023년 CCTV-1 제일특약극장 《허니만가등화》 - 린치 역
- 2024년 유쿠 웹드라마 《촉금인가》- 양정란 역